# Karl Kluge (Leichtathlet)
Karl Kluge (* 1925; † 24. April 2010 in Bremen) war ein deutscher Leichtathlet. Er wurde vierfacher Deutscher Meister, unter anderem im 1500-Meter-Lauf.

## Biografie
Kluge trainierte ab 1940 und in den 1950er Jahren bei Werder Bremen. Er lief über 400, 800, 1000 und 1500 Meter. Bei den deutschen Jugendmeisterschaften in Breslau wurde er Erster über 800 Meter in 1:55,5 min.
Über 1 Meile hält er noch heute (Stand 2019) den Bremer Landesrekord von 1952. Er hatte unter anderem folgende Platzierungen:
- Deutsche Leichtathletik-Meisterschaften 1946 in Frankfurt am Main: Zweiter über 800 Meter in 1:55,0 min hinter Heinz Ulzheimer
- Deutsche Leichtathletik-Meisterschaften 1947 in Köln: Zweiter über 800 Meter in 1:54,3 min hinter Heinz Ulzheimer
- Deutsche Leichtathletik-Meisterschaften 1949 in Bremen: Erster über 1500 Meter in 3:57,2 min und Dritter Platz der 3-mal-1000-Meter-Staffel von Werder Bremen (Hans Wever, Schiffer, Karl Kluge) in 7:37,2 min.
- Deutsche Leichtathletik-Meisterschaften 1950 in Stuttgart: Erster Platz mit der 3-mal-1000-Meter-Staffel von Werder Bremen (Hans Wever, Karl Kluge, Kurt Bonah) in 7:28,2 min.
- Deutsche Leichtathletik-Meisterschaften 1951 in Düsseldorf: Erster über 1500 Meter in 3:50,2 min vor Werner Lueg.
- Deutsche Leichtathletik-Meisterschaften 1952 in Berlin: Dritter über 4-mal 400 Meter in 3:24,5 min mit der Werderstaffel (Kurt Bonah, Rolf Köster, Karl Kluge und Krone)
- Deutsche Leichtathletik-Hallenmeisterschaften 1955 in Kiel: Erster Platz für die Staffel 4-mal 3 Runden von Werder Bremen (Werner Bazalla, Karl Kluge, Peters, Kurt Bonah).

Er war verheiratet mit der erfolgreichen Leichtathletin Helga Kluge geb. Huhn, die über 100 Meter lief und bei den Deutschen Leichtathletik-Meisterschaften 1949 die 4-mal-100-Meter-Staffel der Damen, zusammen mit Marga Petersen, Hannelore Mikos und Lena Stumpf, in 48,3 s gewann mit damals neuer deutscher Rekordzeit. Die Staffel wurde mit ihr auch 1951 Deutscher Meister.

## Ehrungen
- 2010: Ehrenmitglied von Werder Bremen